# Andrzejewo (gemeente)
De gemeente Andrzejewo is een landgemeente in het Poolse woiwodschap Mazovië, in powiat Ostrowski. De zetel van de gemeente is in Andrzejewo. Op 30 juni 2004 telde de gemeente 4523 inwoners.

## Oppervlakte gegevens
In 2002 bedroeg de totale oppervlakte van gemeente Andrzejewo 118,64 km², waarvan:
- Agrarisch gebied: 92%
- Bosgebied: 3%

De gemeente beslaat 9,69% van de totale oppervlakte van de powiat.

## Demografie
Stand op 30 juni 2004:
| Omschrijving                   | Totaal | Totaal | Vrouwen | Vrouwen | Mannen | Mannen |
| ------------------------------ | ------ | ------ | ------- | ------- | ------ | ------ |
| eenheid                        | aantal | %      | aantal  | %       | aantal | %      |
| inwoners                       | 4523   | 100    | 2225    | 49,2    | 2298   | 50,8   |
| bevolkingsdichtheid (inw./km²) | 38,1   | 38,1   | 18,8    | 18,8    | 19,4   | 19,4   |

In 2002 bedroeg het gemiddelde inkomen per inwoner 1222,33 zł.

## Administratieve plaatsen (sołectwo)
Andrzejewo, Dąbrowa, Godlewo-Gorzejewo, Gołębie-Leśniewo, Janowo, Jasienica-Parcele, Kowalówka, Króle Duże, Króle Małe, Kuleszki-Nienałty, Łętownica-Parcele, Mianowo, Nowa Ruskołęka, Olszewo-Cechny, Ołdaki-Polonia, Pęchratka Mała, Pieńki-Sobótki, Pieńki Wielkie, Pieńki-Żaki, Przeździecko-Dworaki, Przeździecko-Grzymki, Przeździecko-Jachy, Przeździecko-Lenarty, Ruskołęka-Parcele, Stara Ruskołęka, Załuski-Lipniewo, Zaręby-Bolędy, Zaręby-Choromany, Zaręby-Warchoły, Żelazy-Brokowo, .

## Overige plaatsen
Andrzejewo-Kolonie, Andrzejewo-Zarzecze, Grodzick-Gołdaki, Jabłonowo-Klacze.

## Aangrenzende gemeenten
Czyżew-Osada, Ostrów Mazowiecka, Szulborze Wielkie, Szumowo, Zambrów, Zaręby Kościelne,